# Atletismo nos Jogos Olímpicos de Verão de 2008 - 100 m masculino
A competição dos 100 metros rasos masculino nos Jogos Olímpicos de Verão de 2008 aconteceu no dias 15 e 16 de Agosto no Estádio Nacional de Pequim. A vitória da competição ficou com o jamaicano Usain Bolt que estabeleceu um novo recorde mundial com o tempo de 9s69.

## Medalhistas
| Ouro   | JAM Usain Bolt       |
| Prata  | TRI Richard Thompson |
| Bronze | USA Walter Dix       |

## Recordes
Antes desta competição, os recordes mundiais e olímpicos da prova eram os seguintes:
| Tipo | Atleta         | Tempo  | Local       | Data                |
| ---- | -------------- | ------ | ----------- | ------------------- |
|      | Usain Bolt     | 9,72 s | Nova Iorque | 31 de maio de 2008  |
|      | Donovan Bailey | 9,84 s | Atlanta     | 27 de julho de 1996 |

Os seguintes recordes mundiais e olímpicos foram estabelecidos durante esta competição:
| Data         | Evento | Atleta         | Tempo  | OR | WR |
| ------------ | ------ | -------------- | ------ | -- | -- |
| 16 de agosto | Final  | JAM Usain Bolt | 9.69 s | OR | WR |

## Primeira fase
| Eliminatória | Pista | Nome                          | País                                | Resultado | Notas |
| ------------ | ----- | ----------------------------- | ----------------------------------- | --------- | ----- |
| 6            | 5     | Tyrone Edgar                  | GBR Grã-Bretanha                    | 10.13     | Q     |
| 4            | 3     | Michael Frater                | JAM Jamaica                         | 10.15     | Q     |
| 2            | 5     | Asafa Powell                  | JAM Jamaica                         | 10.16     | Q     |
| 2            | 3     | Kim Collins                   | SKN São Cristóvão e Neves           | 10.17     | Q     |
| 1            | 3     | Usain Bolt                    | JAM Jamaica                         | 10.20     | Q     |
| 2            | 7     | Craig Pickering               | GBR Grã-Bretanha                    | 10.21     | Q     |
| 4            | 4     | Pierre Browne                 | CAN Canadá                          | 10.22     | Q     |
| 4            | 6     | Darrel Brown                  | TRI Trinidad e Tobago               | 10.22     | Q     |
| 5            | 2     | Tyson Gay                     | USA Estados Unidos                  | 10.22     | Q     |
| 1            | 9     | Daniel Bailey                 | ANT Antígua e Barbuda               | 10.24     | Q     |
| 3            | 8     | Richard Thompson              | TRI Trinidad e Tobago               | 10.24     | Q     |
| 6            | 6     | Darvis Patton                 | USA Estados Unidos                  | 10.25     | Q     |
| 7            | 4     | Francis Obikwelu              | POR Portugal                        | 10.25     | Q     |
| 1            | 6     | Vicente Lima                  | BRA Brasil                          | 10.26     | Q, SB |
| 3            | 5     | Martial Mbandjock             | FRA França                          | 10.26     | Q     |
| 6            | 7     | Ronald Pognon                 | FRA França                          | 10.26     | Q     |
| 8            | 3     | Derrick Atkins                | BAH Bahamas                         | 10.28     | Q     |
| 5            | 5     | Olusoji Fasuba                | NGR Nigéria                         | 10.29     | Q     |
| 5            | 4     | José Carlos Moreira           | BRA Brasil                          | 10.29     | Q     |
| 3            | 4     | Simone Collio                 | ITA Itália                          | 10.32     | Q     |
| 7            | 2     | Obinna Metu                   | NGR Nigéria                         | 10.34     | Q     |
| 8            | 4     | Andrey Epishin                | RUS Rússia                          | 10.34     | Q     |
| 7            | 5     | Walter Dix                    | USA Estados Unidos                  | 10.35     | Q     |
| 10           | 4     | Churandy Martina              | AHO Antilhas Neerlandesas           | 10.35     | Q     |
| 8            | 9     | Jaysuma Saidy Ndure           | NOR Noruega                         | 10.37     | Q     |
| 10           | 5     | Naoki Tsukahara               | JPN Japão                           | 10.39     | Q     |
| 9            | 6     | Samuel Francis                | QAT Catar                           | 10.40     | Q     |
| 10           | 6     | Simeon Williamson             | GBR Grã-Bretanha                    | 10.42     | Q     |
| 9            | 5     | Marc Burns                    | TRI Trinidad e Tobago               | 10.46     | Q     |
| 9            | 9     | Matic Osovnikar               | SLO Eslovênia                       | 10.46     | Q     |
| 4            | 7     | Nobuharu Asahara              | JPN Japão                           | 10.25     | q     |
| 1            | 2     | Jenris Vizcaino               | CUB Cuba                            | 10.28     | q     |
| 3            | 2     | Aziz Zakari                   | GHA Gana                            | 10.34     | q     |
| 5            | 7     | Ángel David Rodríguez         | ESP Espanha                         | 10.34     | q     |
| 2            | 2     | Daniel Grueso                 | COL Colômbia                        | 10.35     | q     |
| 3            | 6     | Andrew Hinds                  | BAR Barbados                        | 10.35     | q     |
| 7            | 6     | Anson Henry                   | CAN Canadá                          | 10.37     | q     |
| 6            | 2     | Hu Kai                        | CHN China                           | 10.39     | q     |
| 2            | 9     | Dariusz Kuc                   | POL Polônia                         | 10.44     | q     |
| 10           | 9     | Tobias Benjamin Unger         | GER Alemanha                        | 10.46     | q     |
| 3            | 3     | Suryo Agung Wibowo            | INA Indonésia                       | 10.46     |       |
| 8            | 6     | Uchenna Emedolu               | NGR Nigéria                         | 10.46     |       |
| 1            | 4     | Fabio Cerutti                 | ITA Itália                          | 10.49     |       |
| 9            | 7     | Rolando Palacios              | HON Honduras                        | 10.49     |       |
| 2            | 8     | Aymard Bosse Beranger         | CAF República Centro-Africana       | 10.51     | SB    |
| 5            | 9     | Lukas Milo                    | CZE República Checa                 | 10.52     |       |
| 8            | 2     | Suwaibou Sanneh               | GAM Gâmbia                          | 10.52     |       |
| 6            | 4     | Abdullah Al Sooli             | OMA Omã                             | 10.53     | PB    |
| 7            | 8     | Dmytro Glushchenko            | UKR Ucrânia                         | 10.57     |       |
| 4            | 9     | Holder da Silva               | GBS Guiné-Bissau                    | 10.58     |       |
| 9            | 2     | Ruslan Abbasov                | AZE Azerbaijão                      | 10.58     |       |
| 8            | 5     | Sandro Viana                  | BRA Brasil                          | 10.60     |       |
| 10           | 8     | Franklin Nazareno             | ECU Equador                         | 10.60     |       |
| 1            | 5     | Jurgen Themen                 | SUR Suriname                        | 10.61     | PB    |
| 5            | 8     | Mhadjou Youssouf              | COM Comores                         | 10.62     | PB    |
| 4            | 2     | Idrissa Sanou                 | BUR Burquina Fasso                  | 10.63     |       |
| 8            | 7     | Lai Chun Ho                   | HKG Hong Kong                       | 10.63     |       |
| 6            | 8     | Desislav Gunev                | BUL Bulgária                        | 10.66     |       |
| 9            | 4     | Sebastien Gattuso             | MON Mônaco                          | 10.70     |       |
| 7            | 3     | Calvin Kang                   | SIN Singapura                       | 10.73     |       |
| 1            | 8     | Moses Kamut                   | VAN Vanuatu                         | 10.81     |       |
| 10           | 7     | Wilfried Bingangoye           | GAB Gabão                           | 10.87     |       |
| 3            | 7     | Jared Lewis                   | VIN São Vicente e Granadinas        | 11.00     |       |
| 5            | 3     | Danny D'Souza                 | SEY Seicheles                       | 11.00     |       |
| 4            | 8     | Ghyd-Kermeliss-Holly Olonghot | CGO Congo                           | 11.01     |       |
| 9            | 8     | Jack Howard                   | FSM Estados Federados da Micronésia | 11.03     |       |
| 8            | 8     | Abu Abdullah Mohammed         | BAN Bangladesh                      | 11.07     |       |
| 1            | 7     | Francis Manioru               | SOL Ilhas Salomão                   | 11.09     |       |
| 6            | 3     | Ali Shareef                   | MDV Maldivas                        | 11.11     | NR    |
| 10           | 2     | Moumi Sebergue                | CHA Chade                           | 11.14     |       |
| 2            | 6     | Aisea Tohi                    | TGA Tonga                           | 11.17     |       |
| 2            | 4     | Roman William Cress           | MHL Ilhas Marshall                  | 11.18     |       |
| 3            | 9     | Rabangaki Nawai               | KIR Kiribati                        | 11.29     | SB    |
| 7            | 9     | Jesse Tamangrow               | PLW Palau                           | 11.38     | PB    |
| 9            | 3     | Gordon Heather                | COK Ilhas Cook                      | 11.41     | PB    |
| 4            | 5     | Massoud Azizi                 | AFG Afeganistão                     | 11.45     |       |
| 10           | 3     | Okilani Tinilau               | TUV Tuvalu                          | 11.48     | NR    |
| 6            | 9     | Souksavanh Tonsacktheva       | LAO Laos                            | 11.51     |       |
| 7            | 7     | Michandong Reginaldo          | GEQ Guiné Equatorial                | 11.61     |       |
| 5            | 6     | Shanahan Sanitoa              | ASA Samoa Americana                 | 12.60     |       |

## Segunda fase
| Eliminatória | Pista | Nome                  | País                      | Resultado | Notas |
| ------------ | ----- | --------------------- | ------------------------- | --------- | ----- |
| 4            | 7     | Usain Bolt            | JAM Jamaica               | 9.92      | Q     |
| 1            | 4     | Churandy Martina      | AHO Antilhas Neerlandesas | 9.99      | Q, NR |
| 2            | 6     | Richard Thompson      | TRI Trinidad e Tobago     | 9.99      | Q     |
| 5            | 7     | Asafa Powell          | JAM Jamaica               | 10.02     | Q     |
| 4            | 5     | Darvis Patton         | USA Estados Unidos        | 10.04     | Q     |
| 3            | 6     | Marc Burns            | TRI Trinidad e Tobago     | 10.05     | Q     |
| 3            | 4     | Kim Collins           | SKN São Cristóvão e Neves | 10.07     | Q, SB |
| 5            | 9     | Walter Dix            | USA Estados Unidos        | 10.08     | Q     |
| 1            | 7     | Michael Frater        | JAM Jamaica               | 10.09     | Q     |
| 2            | 4     | Tyson Gay             | USA Estados Unidos        | 10.09     | Q     |
| 4            | 4     | Francis Obikwelu      | POR Portugal              | 10.09     | Q     |
| 3            | 5     | Tyrone Edgar          | GBR Grã-Bretanha          | 10.10     | Q     |
| 3            | 7     | Samuel Francis        | QAT Catar                 | 10.11     | q     |
| 5            | 5     | Derrick Atkins        | BAH Bahamas               | 10.14     | Q     |
| 4            | 8     | Jaysuma Saidy Ndure   | NOR Noruega               | 10.14     |       |
| 2            | 7     | Martial Mbandjock     | FRA França                | 10.16     | Q     |
| 4            | 9     | Craig Pickering       | GBR Grã-Bretanha          | 10.18     |       |
| 2            | 5     | Olusoji Fasuba        | NGR Nigéria               | 10.21     |       |
| 3            | 9     | Ronald Pognon         | FRA França                | 10.21     |       |
| 1            | 6     | Naoki Tsukahara       | JPN Japão                 | 10.23     | Q, SB |
| 5            | 4     | Daniel Bailey         | ANT Antígua e Barbuda     | 10.23     |       |
| 3            | 8     | Matic Osovnikar       | SLO Eslovênia             | 10.24     |       |
| 5            | 3     | Aziz Zakari           | GHA Gana                  | 10.24     |       |
| 2            | 2     | Andrew Hinds          | BAR Barbados              | 10.25     |       |
| 5            | 6     | Andrey Epishin        | RUS Rússia                | 10.25     |       |
| 4            | 6     | Obinna Metu           | NGR Nigéria               | 10.29     |       |
| 5            | 8     | Vicente Lima          | BRA Brasil                | 10.31     |       |
| 1            | 9     | Simeon Williamson     | GBR Grã-Bretanha          | 10.32     |       |
| 2            | 2     | José Carlos Moreira   | BRA Brasil                | 10.32     |       |
| 1            | 3     | Jenris Vizcaino       | CUB Cuba                  | 10.33     |       |
| 2            | 9     | Simone Collio         | ITA Itália                | 10.33     |       |
| 4            | 3     | Anson Henry           | CAN Canadá                | 10.33     |       |
| 4            | 2     | Ángel David Rodríguez | ESP Espanha               | 10.35     |       |
| 1            | 5     | Pierre Browne         | CAN Canadá                | 10.36     |       |
| 3            | 2     | Tobias Benjamin Unger | GER Alemanha              | 10.36     |       |
| 2            | 3     | Daniel Grueso         | COL Colômbia              | 10.37     |       |
| 3            | 3     | Nobuharu Asahara      | JPN Japão                 | 10.37     |       |
| 5            | 2     | Hu Kai                | CHN China                 | 10.40     |       |
| 1            | 2     | Dariusz Kuć           | POL Polônia               | 10.46     |       |
| 1            | 8     | Darrel Brown          | TRI Trinidad e Tobago     | 10.93     |       |

## Semifinais
| Eliminatória | Pista | Nome              | País                      | Resultado | Notas |
| ------------ | ----- | ----------------- | ------------------------- | --------- | ----- |
| 1            | 7     | Usain Bolt        | JAM Jamaica               | 9.85      | Q     |
| 2            | 6     | Asafa Powell      | JAM Jamaica               | 9.91      | Q     |
| 2            | 7     | Richard Thompson  | TRI Trinidad e Tobago     | 9.93      | Q, PB |
| 2            | 5     | Churandy Martina  | AHO Antilhas Neerlandesas | 9.94      | Q, NR |
| 1            | 6     | Walter Dix        | USA Estados Unidos        | 9.95      | Q, SB |
| 1            | 4     | Marc Burns        | TRI Trinidad e Tobago     | 9.97      | Q, SB |
| 1            | 9     | Michael Frater    | JAM Jamaica               | 10.01     | Q     |
| 2            | 4     | Darvis Patton     | USA Estados Unidos        | 10.03     | Q     |
| 1            | 5     | Kim Collins       | SKN São Cristóvão e Neves | 10.05     | SB    |
| 2            | 9     | Tyson Gay         | USA Estados Unidos        | 10.05     |       |
| 2            | 8     | Francis Obikwelu  | POR Portugal              | 10.10     |       |
| 1            | 2     | Derrick Atkins    | BAH Bahamas               | 10.13     |       |
| 2            | 3     | Naoki Tsukahara   | JPN Japão                 | 10.16     | SB    |
| 1            | 8     | Tyrone Edgar      | GBR Grã-Bretanha          | 10.18     |       |
| 2            | 2     | Martial Mbandjock | FRA França                | 10.18     |       |
| 1            | 3     | Samuel Francis    | QAT Catar                 | 10.20     | DSQ   |

## Final

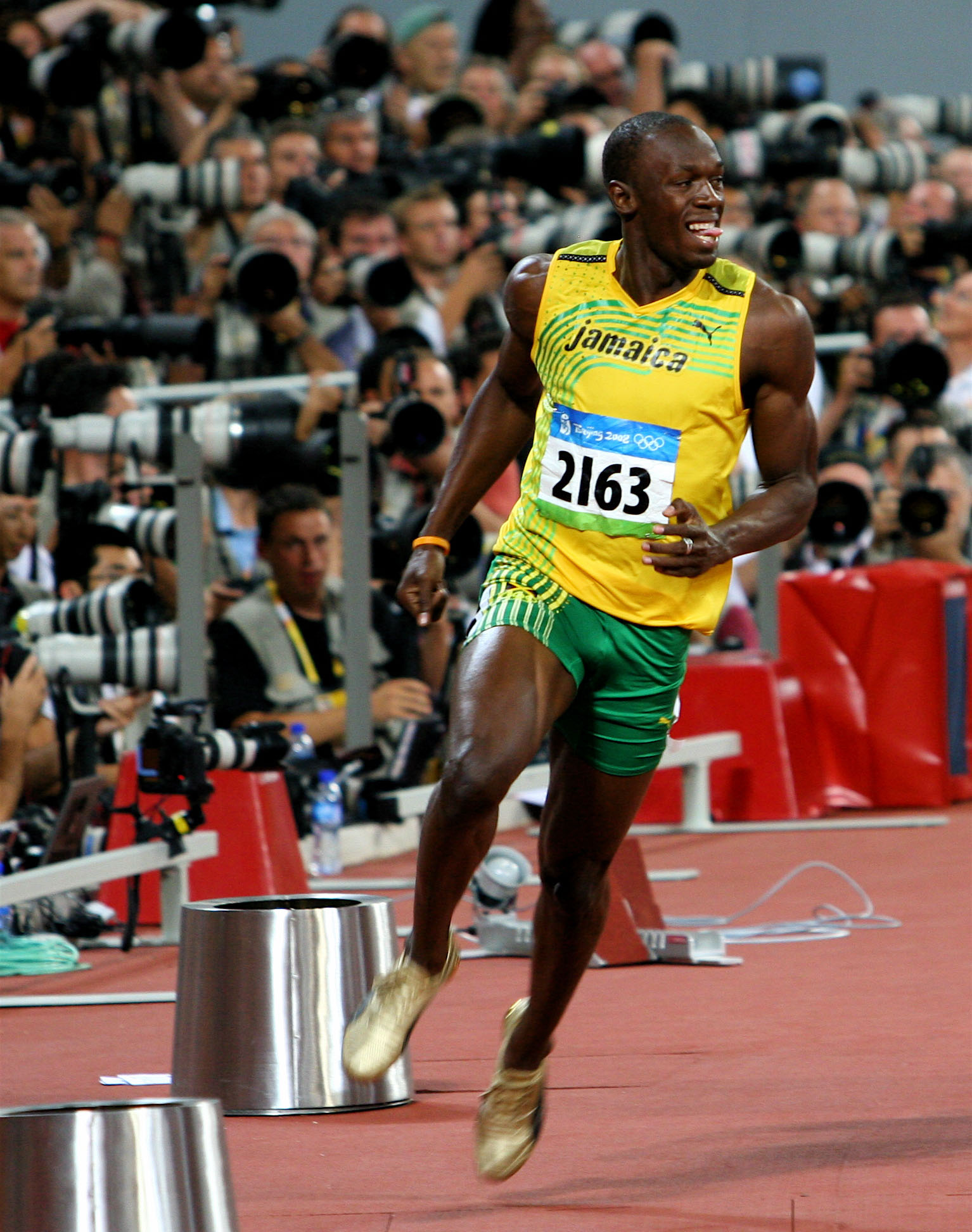
Usain Bolt após a vitória nos 100 metros

| #                 | Pista | Nome             | País                      | Tempo de Reacção | Resultado | Notas |
| ----------------- | ----- | ---------------- | ------------------------- | ---------------- | --------- | ----- |
| Medalha de ouro   | 4     | Usain Bolt       | JAM Jamaica               | 0.165            | 9.69      | WR    |
| Medalha de prata  | 5     | Richard Thompson | TRI Trinidad e Tobago     | 0.133            | 9.89      | PB    |
| Medalha de bronze | 6     | Walter Dix       | USA Estados Unidos        | 0.133            | 9.91      | PB    |
| 4                 | 9     | Churandy Martina | AHO Antilhas Neerlandesas | 0.169            | 9.93      | NR    |
| 5                 | 7     | Asafa Powell     | JAM Jamaica               | 0.134            | 9.95      |       |
| 6                 | 2     | Michael Frater   | JAM Jamaica               | 0.147            | 9.97      | PB    |
| 7                 | 8     | Marc Burns       | TRI Trinidad e Tobago     | 0.145            | 10.01     |       |
| 8                 | 3     | Darvis Patton    | USA Estados Unidos        | 0.142            | 10.03     |       |
|                   |       |                  |                           | Vento:0.0 m/s    |           |       |

Legenda
| Recorde mundial      | Recorde mundial (World record)               |                       | Recorde africano                      | Recorde africano (African) |                                           | Q | Classificado por posição (Qualified) |
| Recorde olímpico     | Recorde olímpico (Olympic record)            | Recorde da América    | Recorde da América (Americas)         | q                          | Classificado por melhor tempo (Qualified) |   |                                      |
| Melhor marca do ano  | Melhor marca do ano (World leading)          | Recorde asiático      | Recorde asiático (Asian)              | DNS                        | Não largou (Did not start)                |   |                                      |
| Recorde nacional     | Recorde nacional (National record)           | Recorde europeu       | Recorde europeu (European)            | DNF                        | Não terminou (Did not finish)             |   |                                      |
| Recorde pessoal      | Recorde pessoal do atleta (Personal best)    | Recorde da Oceania    | Recorde da Oceania (Oceania)          | DSQ / DQ                   | Desclassificado (Disqualified)            |   |                                      |
| Recorde da temporada | Recorde da temporada do atleta (Season best) | Recorde sul-americano | Recorde sul-americano (South America) | NM                         | Sem marca (No mark)                       |   |                                      |